# 瀋陽音楽学院
瀋陽音楽学院（しんようおんがくがくいん、英語: 、公用語表記: 沈阳音乐学院）は、遼寧省瀋陽市に本部を置く中華人民共和国の音楽大学。1938年創立、1958年大学設置。

## 沿革・概要
1938年に延安で設立された魯迅芸術学校に起源があり、これは1940年に魯迅芸術文学学院となり、1948年に瀋陽へ移転した。1953年にこの学院の音楽部を中心として東北音楽専門学校が設立され、1958年に現在の名称となった。

## 教育施設・教育体制
東北大学のすぐ北東隣りのメインキャンパス（本校）、渾南新区の大学城にある南キャンパス（南校区）、桃仙キャンパス（桃仙校区）、大連キャンパス（大連校区）の４つのキャンパスがある。 

## 教員・卒業生
ピアニストのラン・ランは瀋陽出身で、幼少期にこの音楽院の教授の指導を受けている。